# José Luis Otero
José Luis Otero Verdugo es un ex ciclista profesional español. Nació en Torrejón de Ardoz (comunidad de Madrid) el 18 de marzo de 1968. Sólo fue profesional dos años, entre 1990 y 1991.
Solamente corrió para el equipo Puertas Mavisa.

## Palmarés
No obtuvo victorias en el campo profesional.

## Equipos
- Puertas Mavisa (1990-1991)